# Sjevjerodonetsk
Sjevjerodonetsk, oftewel Severodonetsk, (Oekraïens: Сіверськодонецьк, Russisch: Северодонецк) is een stad in de Oekraïense oblast Loehansk. In 2021 telde Sjevjerodonetsk 101.135 inwoners.
De plaats is in 1934 ontstaan rond de chemische fabriek Azot, nog steeds de grootste werkgever in de omgeving.
De stad ligt aan de rivier Severski Donets, waar zij in 1950 naar vernoemd is (voor 1950 heette de plaats Lischimstroj). Grote steden in de buurt zijn Lysytsjansk en Roebizjne.
De stad fungeert sinds 2014 ook als administratieve hoofdplaats van de oblast Loehansk nadat Loehansk onder controle van Russische separatisten viel. Sinds 25 juni 2022 wordt ook Sjevjerodonetsk beheerst door Rusland.